# Secrétariat d'État à l'économie
Pour les articles homonymes, voir Seco (homonymie).
Le Secrétariat d'État à l'économie (SECO ; en allemand : Staatssekretariat für Wirtschaft ; en italien : Segreteria di Stato dell’economia ; en romanche : Secretariat da stadi per l’economia) est le centre de compétence de la Confédération suisse pour toutes les questions ayant trait à la politique économique.

## Organisation
Cet office fédéral dépend du Département fédéral de l'économie, de la formation et de la recherche. Dirigé depuis avril 2011 par Marie-Gabrielle Ineichen-Fleisch, il est divisé en cinq départements, à savoir le département « Organisation, droit et accréditations », celui de la « politique économique », du « travail », de la « promotion économique » et des « affaires économiques extérieures ».
Sur le plan de l'économie intérieure, le SECO a plusieurs buts, parmi lesquels la promotion de la place économique de la Suisse et la coordination de la politique du marché du travail et de l'équilibre régional du développement économique, mais également la protection des travailleurs et l'atténuation des conséquences du chômage.
Au cours des dernières années[Quand ?], le SECO a grandement développé ses offres en ligne, qui comprennent désormais des applications d'administration électronique, par exemple EasyGov.swiss, le guichet en ligne destiné aux entreprises.

## Histoire
Il est créé le 1er juillet 1999 par la fusion entre de l'Office fédéral des affaires économiques extérieures et de l'Office fédéral du développement économique et de l'emploi.
Il reprend en 2000 les tâches de l'Office fédéral des questions conjoncturelles, dissout en 1997 et initialement intégré au Secrétariat central du Département fédéral de l'économie,.

### Directeurs
- David Syz (1999-2003)[7]

- Jean-Daniel Gerber (2004-2011)[8],[9]

- Marie-Gabrielle Ineichen-Fleisch (2011-2022)[10],[11]
- Helene Budliger Artieda (2022-)[12],[13]

## Coopération et développement économiques du SECO
Le SECO est le centre de compétence de la Confédération pour les questions de politique économique de la Suisse, notamment en matière de coopération et développement économiques. SECO Coopération et développement économiques est donc chargé d’appliquer les mesures de politique économique et commerciale de la Suisse en faveur des pays en développement. Il coordonne ses activités avec celles de la Direction du développement et de la coopération (DDC) et de la division Paix et droits de l’homme (DPDH) du 
Département fédéral des affaires étrangères (DFAE). Ces trois unités administratives conjuguent leurs efforts pour mettre en œuvre la coopération internationale de la Suisse.

### Mandat et objectifs

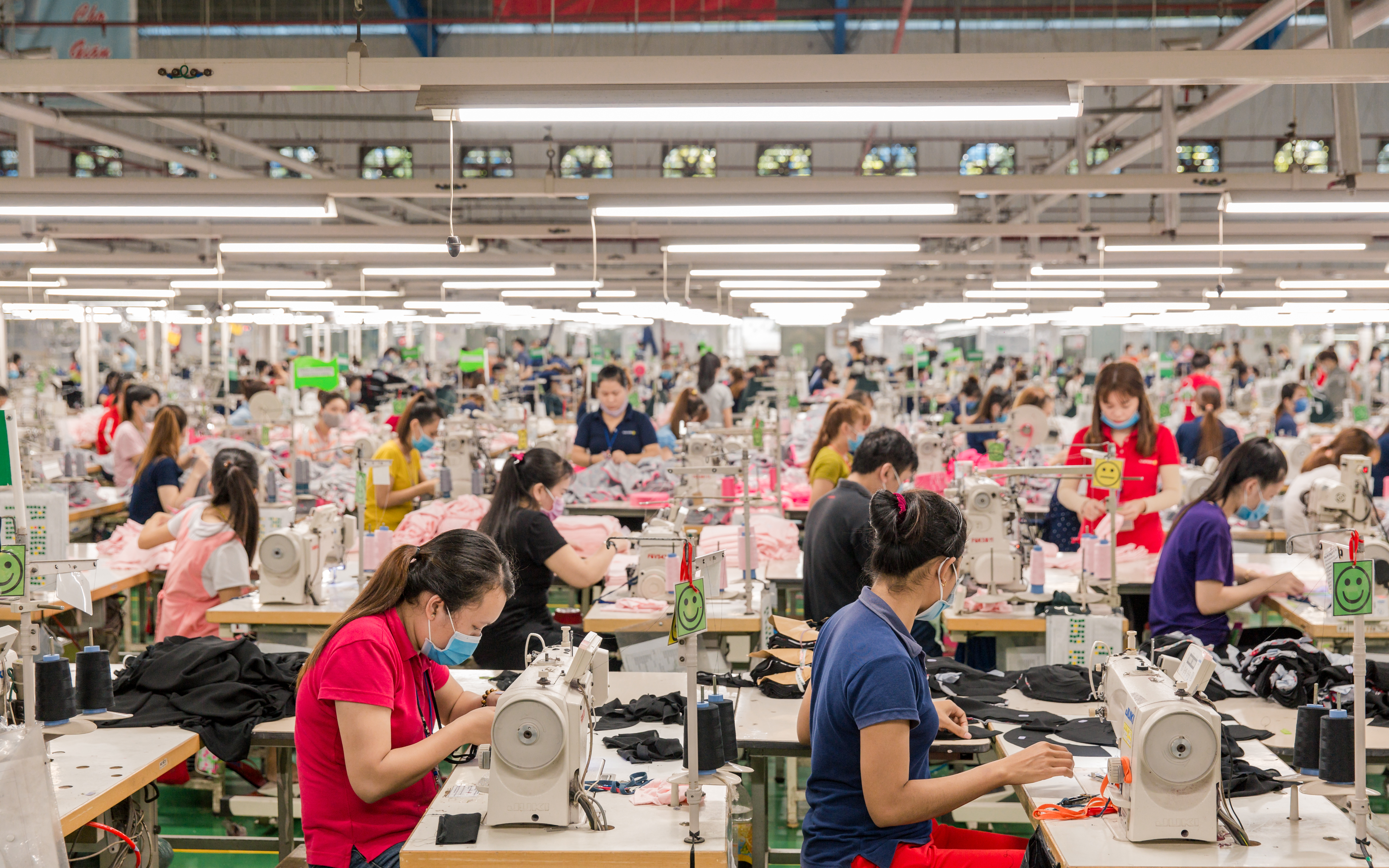

Le centre de prestations Coopération et développement économiques du SECO a pour mandat de contribuer à la croissance économique et à la prospérité durable de ses pays partenaires. Il offre ainsi aux habitants de nouvelles opportunités et perspectives à l’échelle locale. Le SECO vise à apporter à ses pays partenaires le savoir-faire suisse et des approches innovantes pour réduire la pauvreté et relever les défis mondiaux. Le Programme de développement durable à l’horizon 2030 (Agenda 2030) constitue ici un important cadre de référence. En 2011, le SECO a créé SIFEM SA (Swiss Investment Fund for Emerging Markets), la société financière de développement de la Confédération. SIFEM apporte son soutien à des PME établies et à des entreprises à croissance rapide en offrant à la fois de l’expertise et des financements à long terme.
Depuis 2007, le centre de prestations Coopération et développement économiques du SECO s’attache en outre à réduire les disparités économiques et sociales dans l’Union européenne (UE). À cet effet, il met en œuvre, en collaboration avec la DDC, la deuxième contribution de la Suisse à certains États membres de l’UE.

### Portefeuille

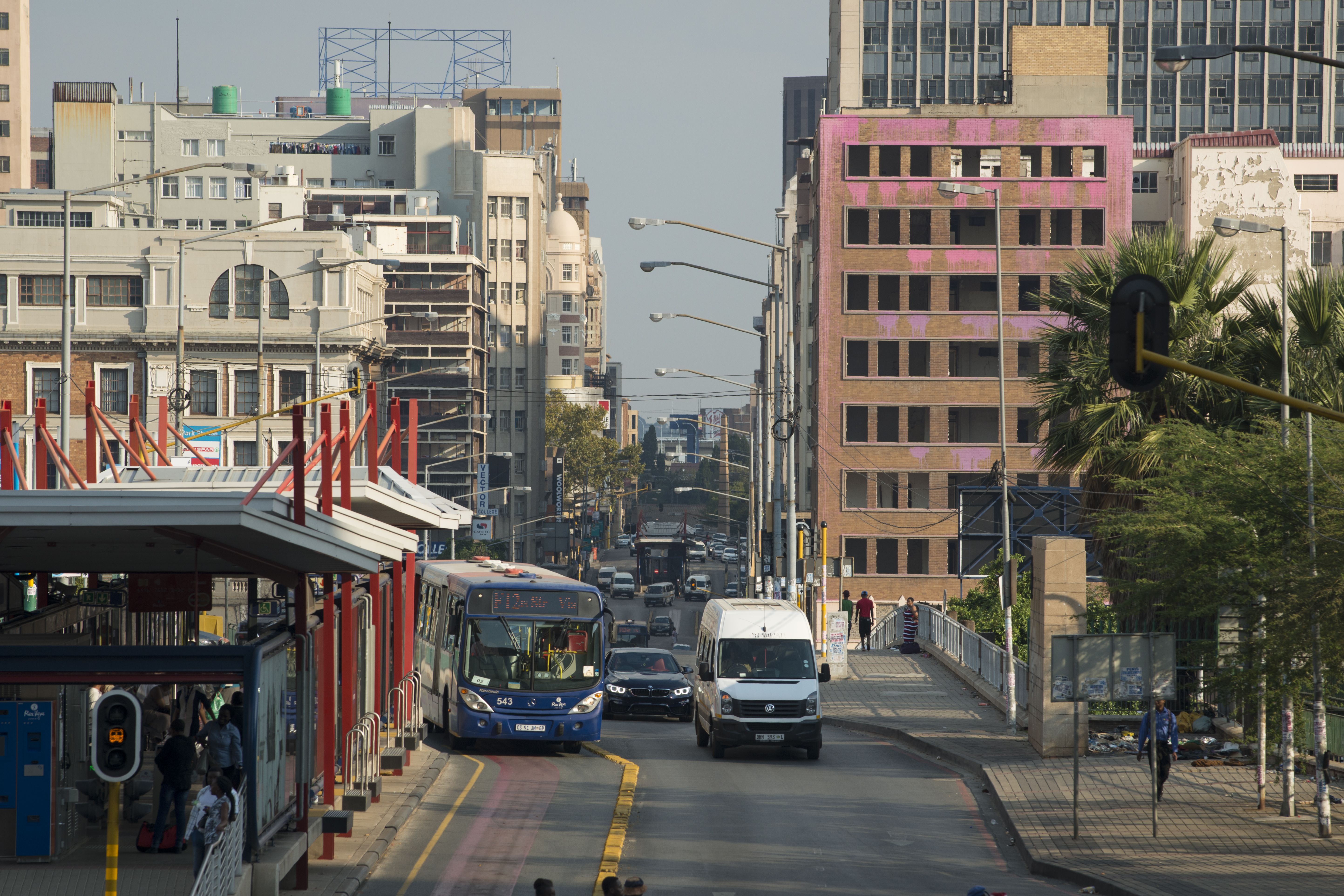

Le SECO promeut un cadre économique fiable qui garantit aux individus et aux entreprises un accès aux marchés et aux opportunités. Il soutient concrètement : 
- une politique économique qui favorise la croissance économique à long terme ;
- un système commercial basé sur des règles, qui intègre les pays partenaires dans l’économie mondiale et prend en considération les normes sociales et de durabilité ;
- un climat d’affaires propice à l’innovation qui stimule la compétitivité, la productivité et la croissance des entreprises ;
- des villes où les habitants peuvent se déplacer de manière efficace, qui bénéficient d’un approvisionnement fiable et durable en énergie et en eau et qui sont protégées des catastrophes naturelles[23].

Le SECO soutient en outre les initiatives innovantes du secteur privé qui créent des perspectives d’emplois décents à l’échelle locale. Il promeut concrètement :
- l’accès des entreprises au financement, afin qu’elles puissent investir, prospecter de nouveaux marchés, se développer et créer des emplois décents ;
- des entreprises gérées de manière responsable, qui respectent les droits de l’homme ainsi que les normes sociales et de travail internationales ;
- une main-d’œuvre possédant les compétences demandées par le marché et le monde du travail numérique ;
- des producteurs et des entreprises intégrés dans les chaînes de valeur mondiales.

En collaboration avec les autres offices fédéraux concernés, le centre de prestations Coopération et développement économiques du SECO définit également la coopération multilatérale de la Suisse. Notre pays s’engage en faveur d’un système multilatéral fort et participe à sa mise en place. Le SECO soutient les organisations internationales qui œuvrent à la réalisation des objectifs de l’Agenda 2030, à savoir les banques multilatérales de développement, différentes organisations des Nations unies et des fonds mondiaux. La Suisse participe au capital des banques de développement et participe ainsi à leurs projets dans les pays où elles sont actives. Elle participe par conséquent aux prises de décision relatives au positionnement des banques et aux modalités de réalisation de leurs projets,.

### Pays partenaires

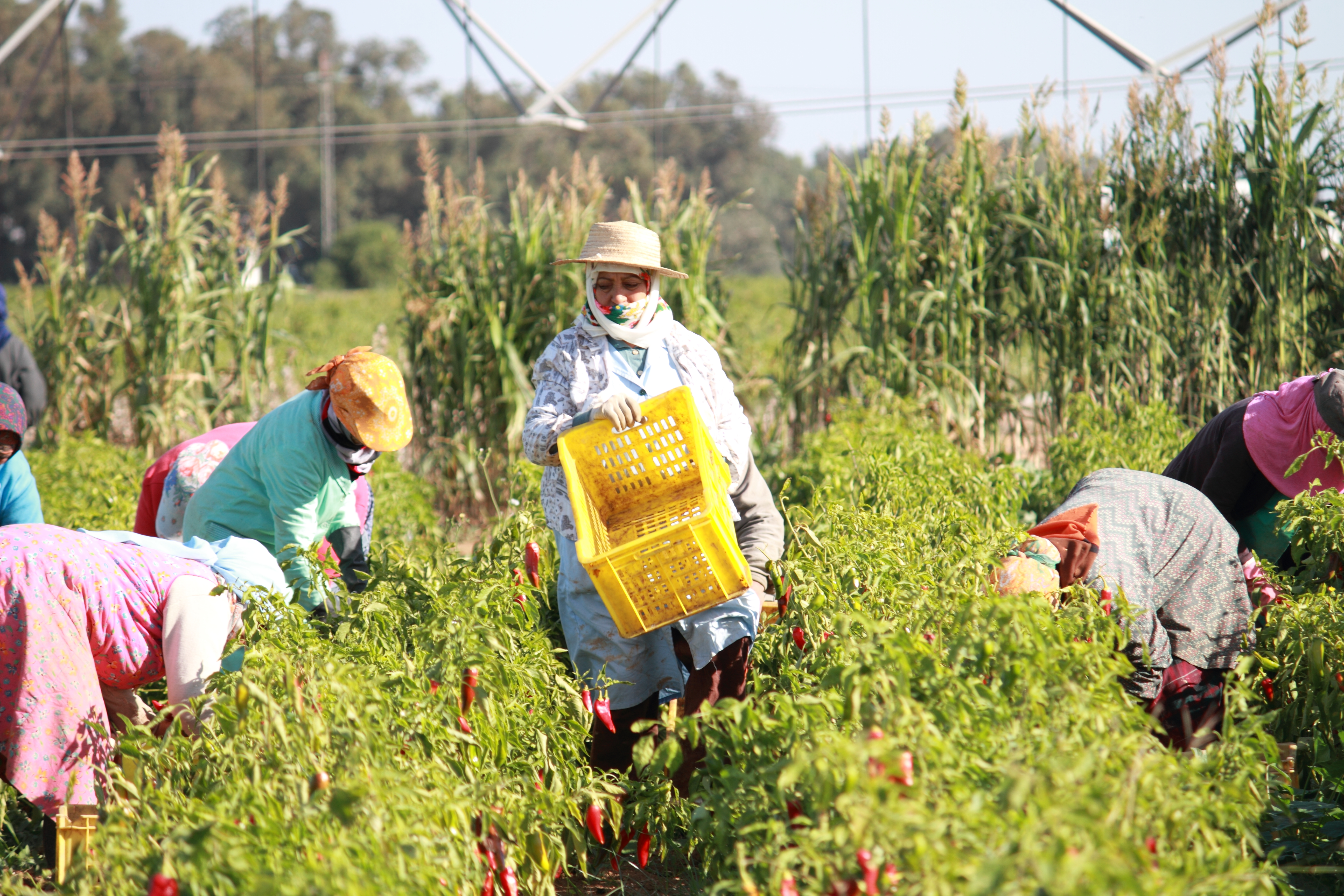

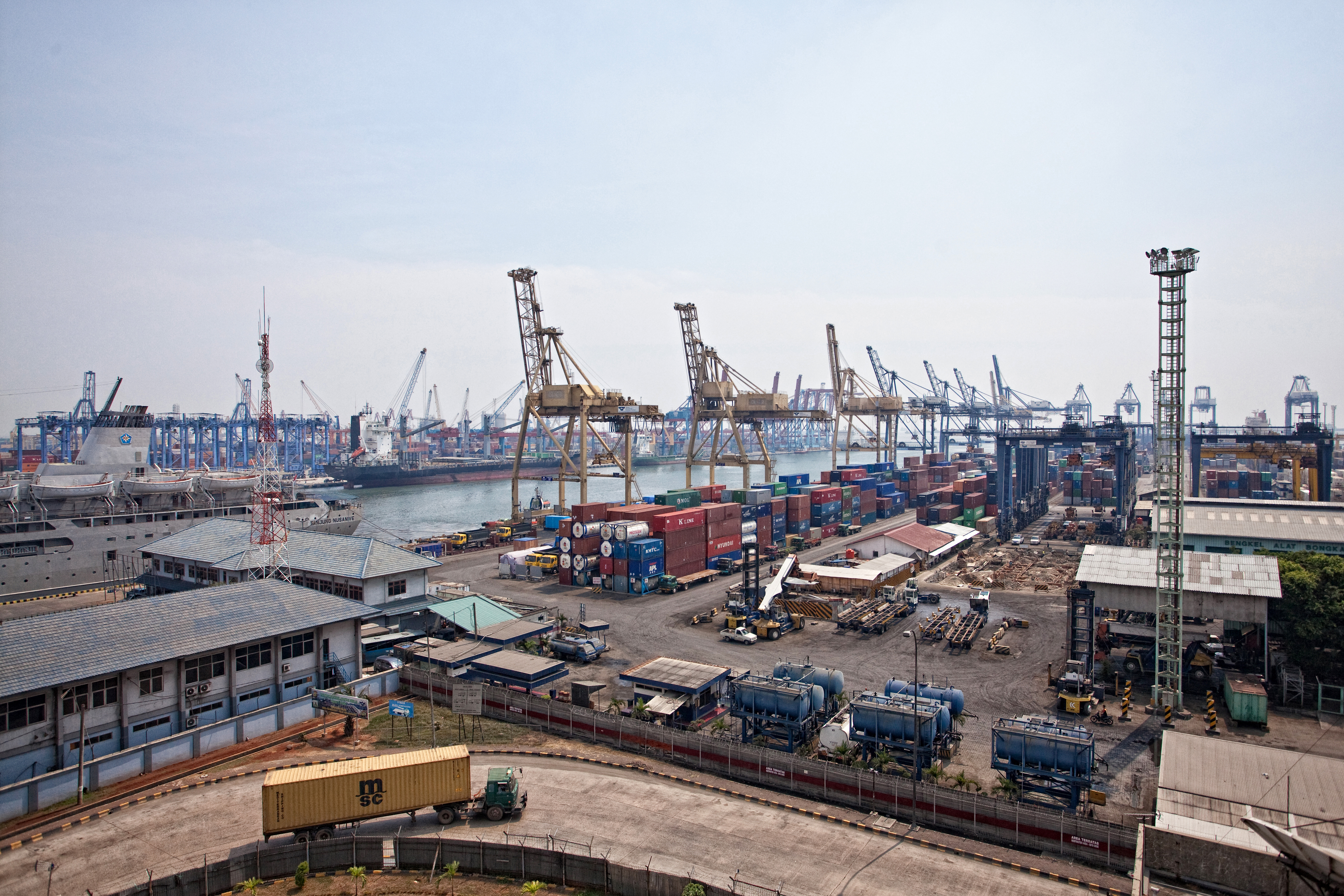

70 % des personnes frappées par l’extrême pauvreté dans le monde habitent dans des pays à revenu moyen. C’est pourquoi le SECO se concentre sur des pays partenaires relevant de cette catégorie, plus précisément sur 8 pays au Sud et 5 pays à l’Est : Afrique du Sud, Albanie, Colombie, Égypte, Ghana, Indonésie, Kirghizistan, Pérou. Serbie, Tadjikistan, Tunisie, Ukraine et Vietnam.
De plus, le SECO déploie des mesures complémentaires dans une sélection de pays prioritaires de la DDC et au titre de la politique de libre-échange de la Suisse : Azerbaïdjan, Bosnie-et-Herzégovine, Géorgie, Kosovo, Macédoine du Nord et Ouzbékistan.
En collaboration avec la DDC, le SECO Coopération et développement économiques met en œuvre la deuxième contribution de la Suisse à certains États membres de l’UE. Cette contribution est destinée à 13 pays d’Europe centrale et orientale membres de l’UE.
Le SECO Coopération et développement économique promeut aussi à l’échelle mondiale des activités dans les domaines de la finance et du commerce, du changement climatique et de l’environnement, de l’eau et de la migration.

## Critiques
L'association Public Eye critique les actions entreprises par le SECO, à la demande Nestlé « dans le cadre de la protection consulaire », pour s'opposer à des politiques de santé publique au Mexique, en Équateur, au Chili et au Pérou – en particulier des avertissements sur des aliments obésogènes,,.

## Publications
Le SECO publie dix fois par an la revue La Vie économique, disponible en ligne gratuitement et sur abonnement.